# Луи I Валоа-Анжуйски
Луи I дьо Валоа, херцог Д'Анжу (* 23 юли 1323; † 20 септември 1384), известен и като Луи I Анжуйски и Людовик I Неаполитански, е френски принц – втори син на френския крал Жан II и основател на Анжуйската линия на френската династия Валоа. През 1380 г. той е осиновен от неаполитанската кралица Джована I, след чиято смърт Луи I Анжуйски и потомците му започват да се титулуват крале на Неапол, превръщайки се в основни претенденти за неаполитанския престол, в борбата за който си съперничат с последните представители на старата Анжуйска династия в Неапол.

## Произход
Луи е роден на 23 юли 1323 г. в замъка Венсен. Той е втори си на френския крал Жан II и Бона Люксембургска. Луи е по-малък брат на френския крал Шарл V.

## Битката при Поатие (1356)
Луи Анжуйски взема участие в битката при Поатие през 1356 г., където се бие в батальона, командван от брат му дофина. Луи и Шарл се сражават храбро, но превъзхождащите сили на англичаните принуждават цялата им част да отстъпи по средата на сражението. Унизителното бягство спасява Луи и брат му от плен, което не се случва с баща им Жан и по-малкия им брат Филип, които са пленени от англичаните и откарани в Лондон.
През 1360 г. е подписан договорът от Бретини, според който 40 френски благородници трябва да бъдат предадени на англичаните като гаранция, че френският крал Жан ІІ ще изплати посочената в договора сума – откуп за освобождаването му. Сред заложниците, изпратени в Англия през октомври 1360, е и Луи, който по това време вече е обявен за херцог на Анжу. Трудното финансово състояние на френския крал става причина откупът да не бъде събран навреме, а това проточва заложничеството на анжуйския херцог повече от първоначално договорените шест месеца. Луи Анжуйски опитва да договори условия за собственото си освобождаване, преговаряйки лично с крал Едуард III, но усилията му пропадат и той решава да избяга. Действията на Луи обаче срещат неодобрението на баща му, който, посрамен от недостойното поведение на сина си, сам се връща в Англия, за да защити честта си.

## Луи при управлението на Шарл V
Херцог Луи Анжуйски играе важна роля при управлението на брат си Шарл V. Тогава Луи Анжуйски е назначен за кралски наместник в Лангедок и командва части от френската армия, сражаващи се в Аквитания. В завещанието на Шарл V Луи Анжуйски е посочен като един от регентите на малолетния Шарл VI. Херцогът обаче нарушава завещанието и се обявява за едноличен регент, присвоявайки голяма част от френската хазна.

## Претенции за Неапол
През 1380 г. бездетната неаполитанска кралица Джована I осиновява Луи I Анжуйски и го обявява за свой наследник. Кралицата разчита по този начин да привлече френски подкрепления срещу римския папа Урбан VI, който я отлъчва и обявява за крал на Неапол братовчед ѝ Карл от Дурацо. Луи дори е обявен за наследник на френските владения на неаполитанската кралица – графствата Прованс и Форкалкие. Въпреки че е коронован от авиньонския антипапа Климент VII, Луи е принуден да остане във Франция, тъй като не успява да събере достатъчно средства, с които да финансира поход в Италия. Така той не успява да окаже необходимата помощ на Джована I, чиито сили са разбити през 1381 г. от тези на братовчед ѝ Карл от Дурацо. Самата кралица е пленена и затворена в замъка Сан Феле.
През 1382 г. Луи I Анжуйски е подкрепен от множество френски благородници, както и от граф Амадей VI Савойски, като финансова поддръжка му оказват авиньонският антипапа Климент VII и Бернабо Висконти Милански. Така той успява да събере пари, използвайки и тези, присвоени от френската хазна, за войска, с която навлиза в Италия. Новината достига до Карл III Анжуйски, който решава да изпревари събитията и след като убива Джована I, сам се обявява за крал на Неапол.
Походът на Луи I Анжуйски, който според различни сведения разполага с 40 хиляди рицари, обаче се оказва неуспешен. Карл III Анжуйски, който успява да събере 14 хилядна наемна войска, успява да отклони удара на французина от Неапол към периферията на кралството, прилагайки тактиката на позиционната война. Смъртта на савойския херцог на 1 март 1383 г. предизвиква оттеглянето на савойските рицари от кампанията и Луи I Анжуйски е принуден да моли за подкрепления от племенника си Шарл VI, който му изпраща войска начело с Ангеран дьо Куси. Куси успява да превземе Арецо и да навлезе в пределите на Неаполитанското кралство, но до него достига вестта за смъртта на Луи.
Луи I Анжуйски умира в Бишелие, на 20 септември 1384 г., което слага край на по-нататъшните действия на Куси – той продава Арецо на Флоренция и се оттегля във Франция.

## Семейство
На 8 юли 1360 година Луи I се жени за Мария дьо Шатийон (1345 – 1404), графиня Дьо Гиз, дъщеря на Шарл дьо Блоа, херцог на Бретон, и Жана дьо Дрьо, херцогиня на Бретан. Те имат три деца:
- Мария (1373 – ок. 1383)
- Луи II Валоа-Анжуйски (1377 – 1417 ) – 2-ри херцог Д'Анжу, известен още като Луи II Неаполитански, защото става основен претендент за короната на Неапол, за която воюва дълги години срещу неаполитанския крал Ладислав Анжуйски
- Шарл (1380 – 1404)